# Arnór Guðjohnsen
Arnór Guðjohnsen (Reykjavík, 30 de Abril de 1961) é um ex futebolista islandês. Na sua carreira, jogou no RSC Anderlecht, entre outros clubes e foi o artilheiro do Campeonato Belga de Futebol na temporada 1986-1987.

## Biografia
Ele é pai e empresário do jogador Eiður Guðjohnsen, que atualmente está aposentado. Arnór e Eidur foram os únicos pai e filho que jogaram juntos para o seu país no mesmo jogo no futebol profissional. Arnór tinha 34 anos de idade e Eidur estava nos 17. Na verdade, eles não chegaram a atuar juntos, já que Arnór foi substituído pelo seu filho, no intervalo de partida. No jogo, a Islândia venceu a Estônia por 3 a 2, com um gol de Arnór.
Guðjohnsen jogou 74 jogos pela Seleção Islandesa, marcando 14 gols (golos).

## Clubes
Arnór jogou pelos seguintes times durante sua carreira de futebolista.: K.S.C. Lokeren Oost-Vlaanderen e R.S.C. Anderlecht, na Bélgica;  Bordeaux, na França; BK Häcken & Örebro SK, na Suécia.